# گمینا وووداوا
گمینا وووداوا (به لهستانی:  Gmina Włodawa) یک گمینا در لهستان است که در شهرستان وووداوا واقع شده‌است. گمینا وووداوا ۲۴۳٫۷۵ کیلومتر مربع مساحت و ۵٬۹۳۶ نفر جمعیت دارد.